# سيرجيو فارياس
سيرجيو فارياس (بالبرتغالية: Sérgio Ricardo de Paiva Farias‏) (9 يوليو 1967 - )مدرب كرة قدم برازيلي، احرز بطولة دوري أبطال آسيا لكرة القدم مع نادي بوهانغ ستيلرز الكوري عام 2009 وتأهل معه إلى كأس العالم لأندية كرة القدم وحقق المركز الثالث. ومنذ يناير 2010 درب نادي الاهلي السعودي ومن بعد ذلك تعاقد معه نادي الوصل الإماراتي .
عمل سيرجيو فارياس مساعداً لمدرب منتخب البرازيل تحت سن 17 سنة وتحت سن 20 سنة، وسيرته تقتصر على العمل كمدرب للفئات العمرية، والبداية الحقيقية له كمدير للجهاز الفني كانت في عام 2004 مع فريق يونايو باربنسي البرازيلي الذي حقق معه دوري الدرجة الثالثة، والبداية الفعلية له كمدرب كانت في عام 2005 مع فريق بوهانج الكوري الجنوبي وحقق مع العديد من الألقاب وكان أبرزها الفوز بدوري أبطال آسيا لعام 2009 م .

## إنجازات المدرب
- في عام 1997 م .. فاز مع منتخب البرازيلي ( تحت سن 17 عام ) ببطولة كأس العالم والتي أقيمت في مصر
- في عام 2000 م .. فاز مع منتخب البرازيلي ( تحت سن 17 عام ) ببطولة أمريكا الجنوبية
- في عام 2004 م .. فاز مع فريق يونايو باربنسي (اتحاد باربنسي) ببطولة دوري الدرجة الثالثة البرازيلي
- في عام 2004 تحصل على جائزة رابع أفضل مدرب في البرازيل
- في عام 2007 م .. فاز مع فريق بوهانج الكوري الجنوبي ببطولة الدوري
- في عام 2007 م .. تحصل على جائزة أفضل مدرب في الدوري الكوري الجنوبي
- في عام 2008 م .. فاز مع فريق بوهانج الكوري الجنوبي ببطولة كأس الاتحاد الكوري
- في عام 2009 م .. فاز مع فريق بوهانج الكوري الجنوبي ببطولة كأس رابطة الأندية المحترفة
- في عام 2009 م .. فاز مع فريق بوهانج الكوري الجنوبي ببطولة دوري أبطال آسيا وتأهل معه إلى نهائيات كأس العالم للأندية في أبو ظبي وحقق الفريق المركز الثالث .
- في عام 2009 م .. جاء في المرتبة الرابعة عشرة ضمن قائمة الاتحاد الدولي لتاريخ وإحصاءات كرة القدم لأفضل مدربي كرة القدم في العالم.

## روابط خارجية
- سيرجيو فارياس على موقع قاعدة بيانات كرة القدم.إي يو (الإنجليزية)
- سيرجيو فارياس على موقع عالم كرة القدم.نت (الإنجليزية)